# František Křižík
František Křižík (Plánice, Boêmia, Império Austríaco, 8 de julho de 1847 – Stádlec, Protetorado da Boêmia e Morávia, 22 de janeiro de 194) foi um inventor, engenheiro eletricista e empresário tcheco.

## Formação e carreira
Křižík nasceu em uma família pobre em Plánice, na época pertencente ao Império Austríaco. Apesar destas condições familiares conseguiu em 1866 estudar engenharia na Universidade Técnica Checa em Praga (ČVUT). 
Křižík é considerado pioneiro na prática da engenharia elétrica e eletrificação da Boêmia (e do Império Austro-Húngaro), sendo na época equiparado a Thomas Edison. In 1878 Křižík inventou um dispositivo de sinalização operado remotamente para proteção contra colisão de trens.
Seu primeiros experimentos em Plzeň (Pilsen) resultaram na invenção em 1880 da lâmpada a arco voltaico, chamada de "Plzen Lamp", que foi exposta na Exposição Internacional de Eletricidade de 1881 em Paris.